# Bystrica (dopływ Hronu)
Bystrica – niewielka rzeka będąca dopływem Hronu na Słowacji. Wypływa na wysokości około 1350 m na południowych zboczach szczytu Kráľova skala w Wielkiej Fatrze. Znajduje się tutaj obudowane jej źródło – Prameň Bystrica. Przez kilkanaście kilometrów płynie dnem krętej Bystrickiej doliny nie przyjmując żadnych większych dopływów. We wsi Dolný Harmanec wpływa do Doliny Harmaneckiej i tu w Dolnym Harmanecu przyjmuje pierwszy większy dopływ –  prawobrzeżny potok Harmanec. Płynąc w kierunku południowo-wschodnim przepływa przez Harmanec, zmienia kierunek na południowy, po czym płynie przez kilka kolejnych dzielnic Bańskiej Bystrzycy (Uľanka, Jakub, Kostiviarska) i w centrum tego miasta uchodzi do Hronu na wysokości około 349 m n.p.m. Po drodze przyjmuje jeszcze kilka dopływów: lewobrzeżne potoki Cenovo, Kosiarský potok i Laskomer oraz prawobrzeżny Starohorský potok.
Koryto Bystricy na odcinku od ujścia Harmaneca do ujścia Starohorskiego potoku tworzy granicę między Wielką Fatrą i Górami Kremnickimi, a od ujścia Starohorskiego potoku do ujścia Bystricy do Hronu między Górami Kremnickimi a Starohorskimi Wierchami.
Doliną Bystricy od jej ujścia do Hronu aż do Harmanca biegnie linia kolejowa nr 170 Zwoleń – Vrútky. Na analogicznym odcinku biegną jej doliną ważne drogi krajowe I kategorii: droga nr I/59 (od Bańskiej Bystrzycy do Uľanki) i droga nr I/14 (od Uľanki do Harmanca).

## Przypisy

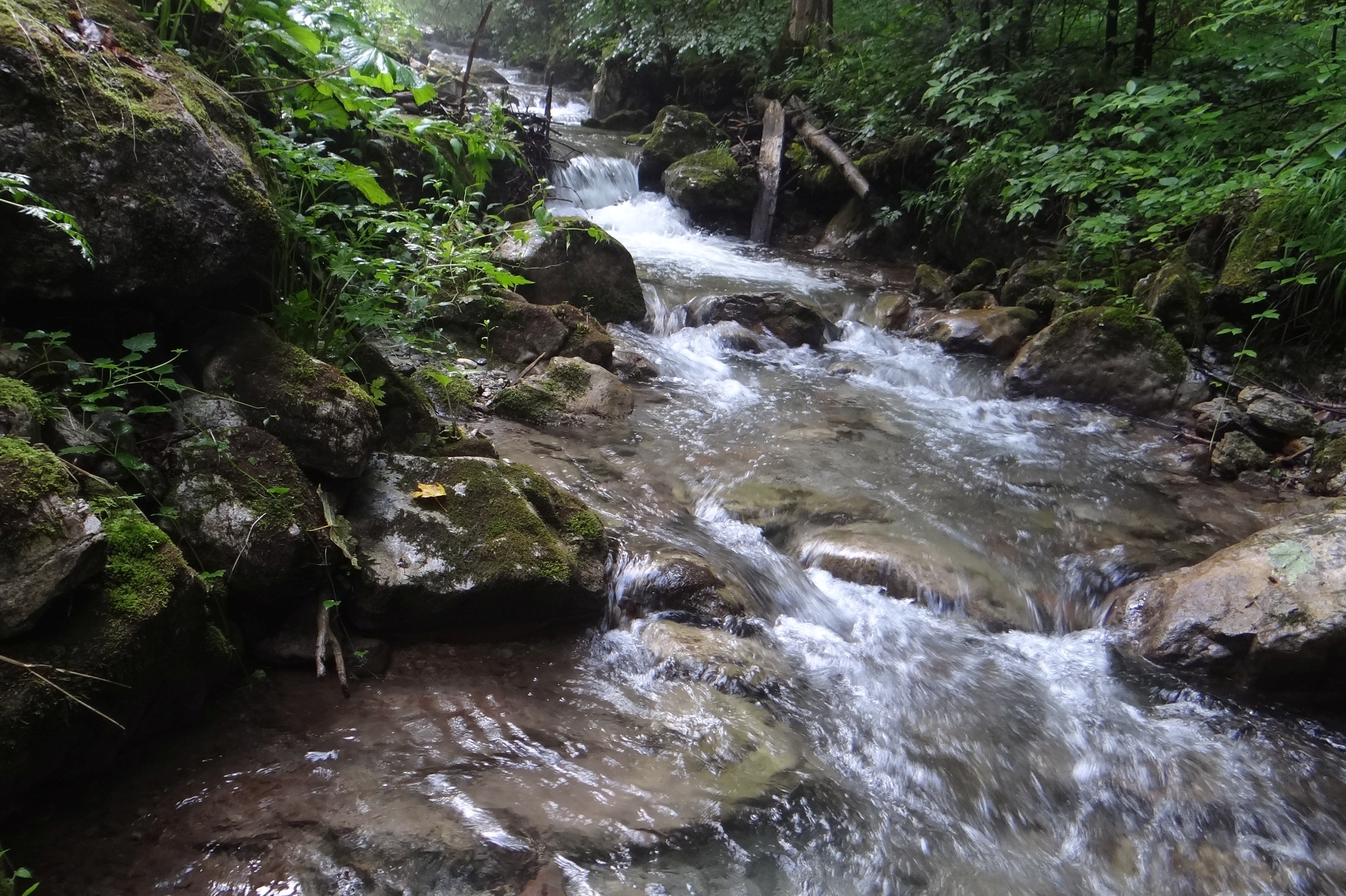
Bystrica w Bystrickiej dolinie
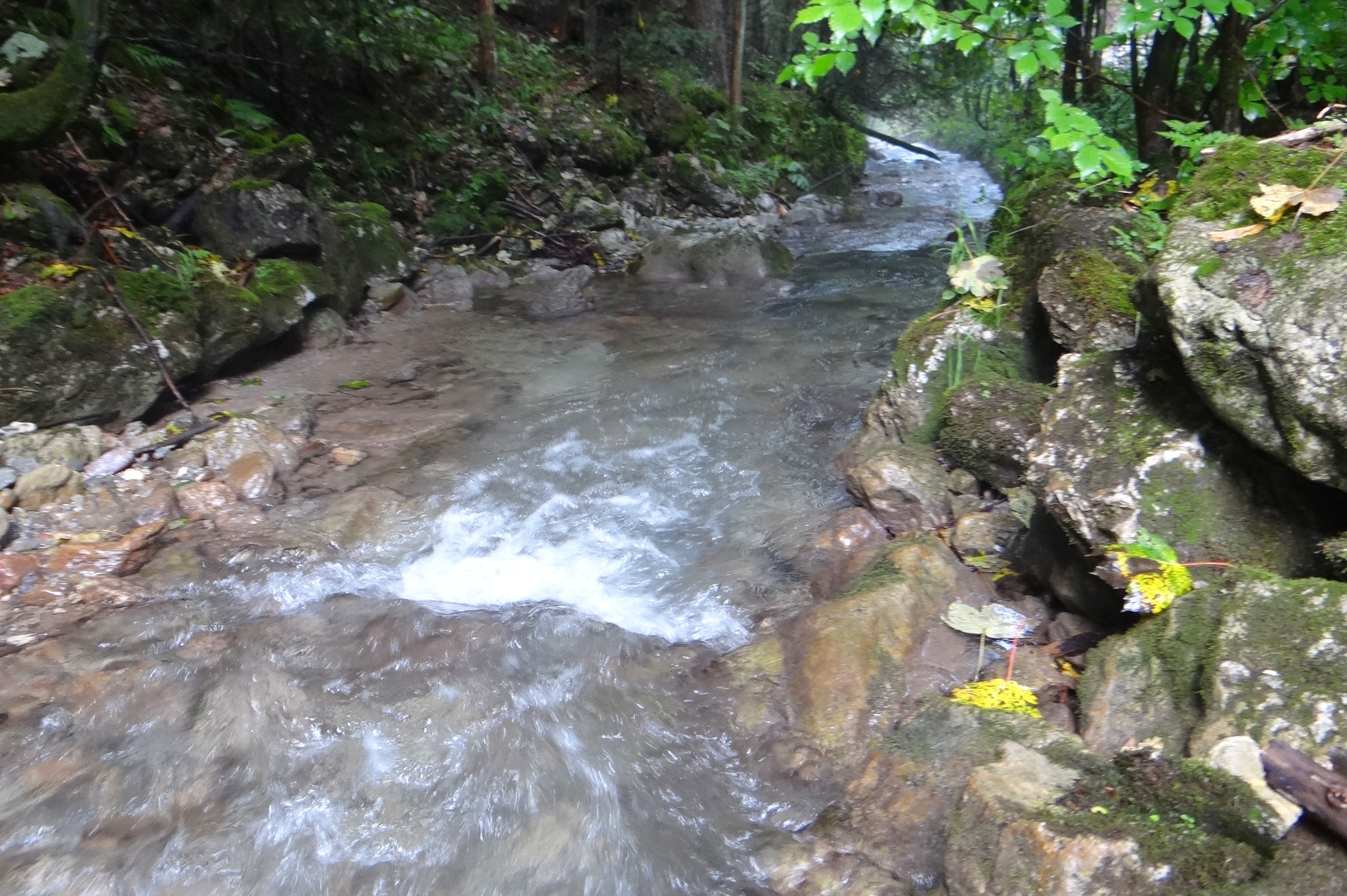
Bystrica w Bystrickiej dolinie
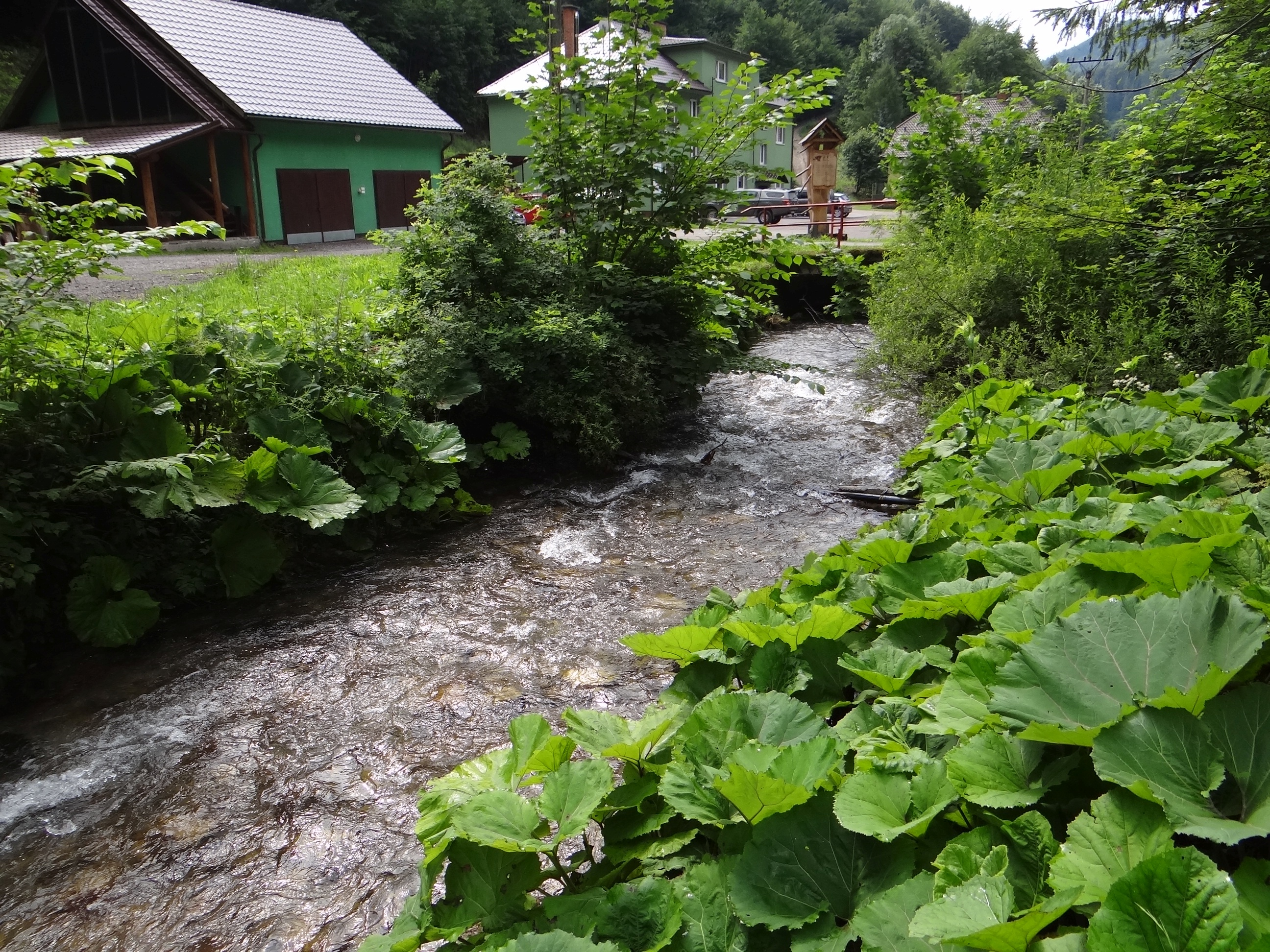
Bystrica przed ujściem Harmaneca
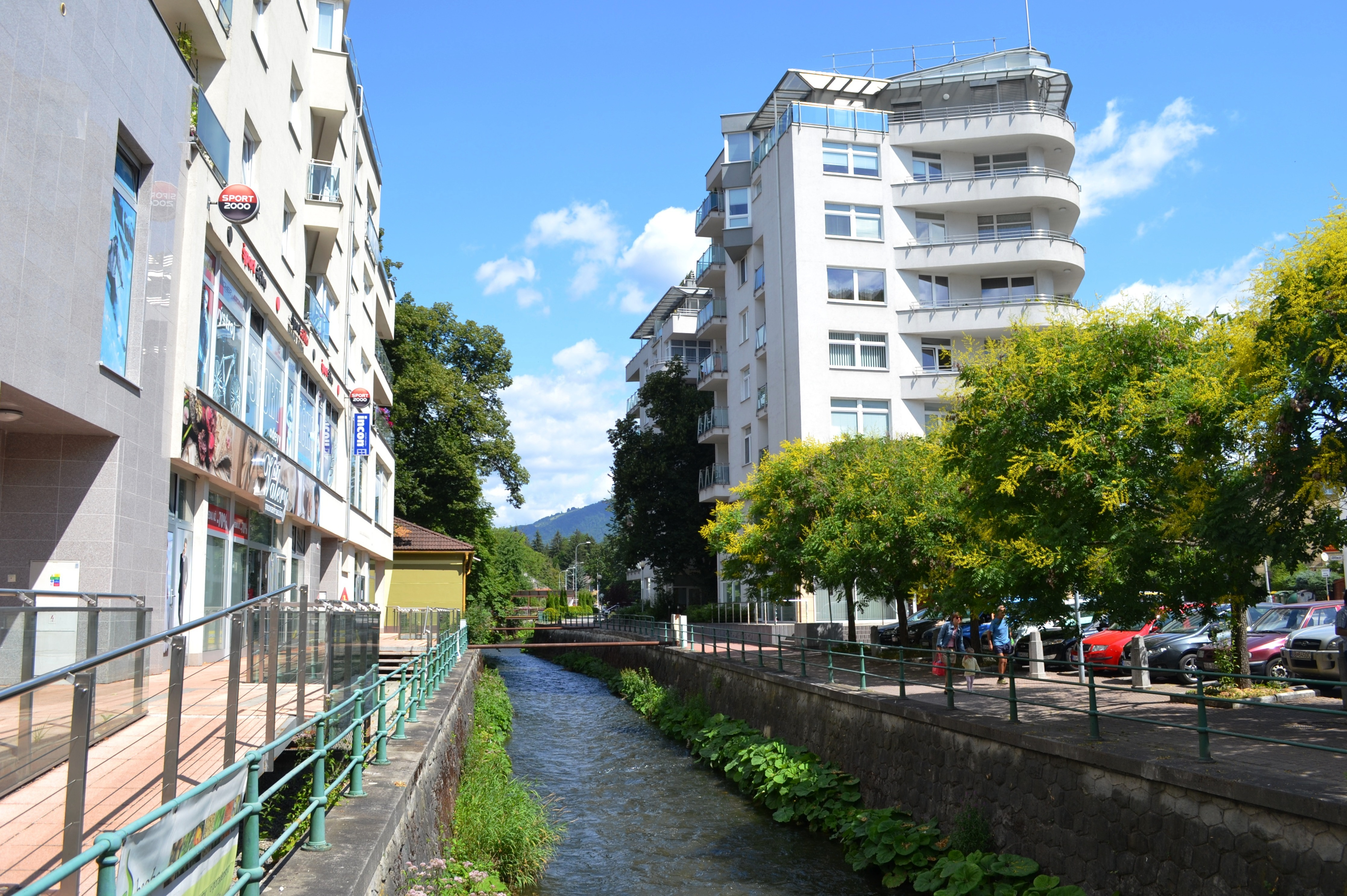
Bystrica w Bańskiej Bystrzycy